# MegaPanel
MegaPanel est un jeu vidéo de puzzle assez similaire à Tetris sorti en 1990 sur Mega Drive. Le jeu a été développé et édité par Namco. Il est sorti uniquement au Japon.